# پاتریک گوبل
پاتریک گوبل (انگلیسی: Patrick Göbel؛ زادهٔ ۸ ژوئیهٔ ۱۹۹۳) بازیکن فوتبال اهل آلمان است.
از باشگاه‌هایی که در آن بازی کرده‌است می‌توان به باشگاه فوتبال تسویکاو و باشگاه فوتبال قوت-وایس ارفورت اشاره کرد.